# Filip Tomsa
Filip Tomsa (* 20. dubna 1984 Mladá Boleslav) je český herec.

## Životopis
Pochází z Bezna u Mladé Boleslavi. Na základní školu chodil do Bezna, ale ještě navštěvoval Základní uměleckou školu v Benátkách nad Jizerou. Poté absolvoval hudebně dramatický obor na konzervatoři v Praze. Momentálně je druhým rokem v angažmá v Městském divadle v Mladé Boleslavi. Hraje zde hlavní roli v inscenaci Marius a Fanny Marcela Pagnola a menší role má ve hrách Tartuffe, Peer Gynt a Příběh koně. Kromě toho hostuje v Divadle na Vinohradech. Tam si už zahrál v inscenaci Tomáš Beckett, v současnosti ho můžeme vidět ve hře Jistě, pane ministře a s kolegy právě zkouší Richarda II. Již během studia na Pražské konzervatoři si zahrál na scéně Národního divadla ve Smrti Hippodamie a v divadle Kolowrat ve hře Ruce Venušiny. Hostoval také v Černém divadle Jiřího Srnce v představení Petr Pan.
Věří ve smysl karmy a minulých životů.

## Rodinný život
Od března 2011 se spekulovalo o vztahu s mluvčí seriálu Ordinace v růžové zahradě, Evou Mešťákovou. Ve čtvrtek 8. března 2012 se konala tajná rodinná svatba v golfovém klubu Malevil v Heřmanicích v Podještědí po dvouleté známosti.. Ve středu 10. října 2012 se jim narodila prvorozená dcera Rozálie (měřila 51 centimetrů a vážila 3,9 kilogramů). Po čase přibyla ještě druhá dcera. S rodinou bydlí na pražském Žižkově.

## Filmografie

### Filmy
- Strážce legendy (2007)
- Kvaska (2007)
- Veni, vidi, vici (2009)
- Taxi 121 (2016)

### Televizní filmy
- Vůně vanilky (2001)
- O víle Arnoštce (2001)
- Adam a Eva 2001 (2001)
- Peklem s čertem (2002)
- Le Train de 16h19 (2003)
- Začarovaná láska (2007)
- Vlna (2008)
- Fišpánská jablíčka (2008)
- Ďáblova lest (2008)

### Seriály
- Zdivočelá země (1997)
- Ordinace v růžové zahradě (2005)
- Dobrá čtvrť (2005)
- Příkopy (2006)
- Poslední sezona (2006)
- Soukromé pasti (2008)
- Cukrárna (2009)
- Ach, ty vraždy! (2009)
- Ordinace v růžové zahradě 2 (2010)
- Policie Modrava (2011)
- Slunečná (2020)